# Club Deportivo Universidad Católica
El Club Deportivo Universidad Católica es una institución multideportiva de Chile, cuyo origen se remonta a las actividades en competiciones amateurs y universitarias de los estudiantes de la Pontificia Universidad Católica de Chile. Su sede principal se ubica en el Complejo San Carlos de Apoquindo, Las Condes, comuna de Santiago, Chile. Desde 1937, el club alberga diversas disciplinas siendo la más conocida el Fútbol UC. Además de la mencionada rama, otros deportes que han brindado títulos nacionales e internacionales al CDUC son el Básquetbol UC, Rugby UC, Triatlón UC, Hockey césped UC, entre otros.
En cuanto a deportes practicados por varones, Universidad Católica ha ganado 29 títulos oficiales en fútbol, incluidos 16 campeonatos de Primera División, 4 Copa Chile, 4 Supercopas y 1 Copa Interamericana. En otras ramas fue campeón de 20 torneos del Campeonato Central de Rugby, además de 10 de Apertura y 1 de Clausura; ganó 9 títulos de la Asociación de Básquetbol de Santiago y 5 de la División Mayor del Básquetbol de Chile; 3 de la Liga Chilena de Voleibol y 5 campeonatos nacionales de aquella disciplina. En damas, festejó 7 veces en la Liga Chilena de Voleibol y en 8 ediciones del campeonato nacional.
Desde su fundación, los colores que identifican al club son el azul y blanco. Estos se aprecian en su escudo junto al rojo. Además de representar una cruz que simboliza el carácter católico de la institución, evoca, en la forma triangular y diseño, a las enseñas de los caballeros medievales que combatieron en las cruzadas.

## Historia

### Antecedentes y era amateur

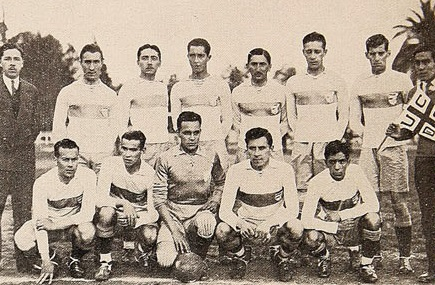
Fotografía del equipo de Universidad Católica en 1930.

Los orígenes del Club Deportivo Universidad Católica de Chile se remontan a 1908, cuando un grupo de estudiantes de la Pontificia Universidad Católica de Chile, y otros jugadores amateurs, se desempeñaban en Universidad Católica Football Club. La institución realizaba sus citaciones por la prensa, y se reunían en los salones de la PUC. En la temporada siguiente, Católica FC fue el primer vencedor del Clásico Universitario, como consta en los registros de los encuentros disputados en 1909. Tras un empate 3:3 en la Cancha del Carmen, derrotó por 4:1 en el mismo recinto a los estudiantes de Universidad de Chile.
En 1925, el club existía como Centro Deportivo Universidad Católica, contando con más de un millar de asociados. El presidente era Raúl Agüero. Para entonces, ya funcionaba también  la Federación Deportiva Universidad Católica, un organismo articulador de las actividades realizadas en las disciplinas de fútbol, tenis, boxeo y atletismo.
El 30 de agosto de 1927, con la colaboración del rector de la Universidad Católica, Carlos Casanueva, nace el Club Deportivo Universidad Católica. Se anunció ese mismo día la construcción del Estadio de la UC y del Gimnasio de la Universidad Católica. También en ese año, el club toma propiedad de los Campos de Sports de Ñuñoa, convirtiéndose en uno de los cuatro estadios que han tenido los cruzados en su historia. En ese reducto, se llevaron a cabo las competiciones del Día de la Universidad Católica. 
En 1928, comenzó su participación en la Confederación Universitaria de Deportes, compuesta además por la Universidad de Concepción, la Universidad Católica de Valparaíso y la Universidad de Chile. De esa forma, inició una colaboración que terminaría en 1936, pese a jugar encuentros como Universidad Católica en las temporadas anteriores.

### Fundación y era profesional

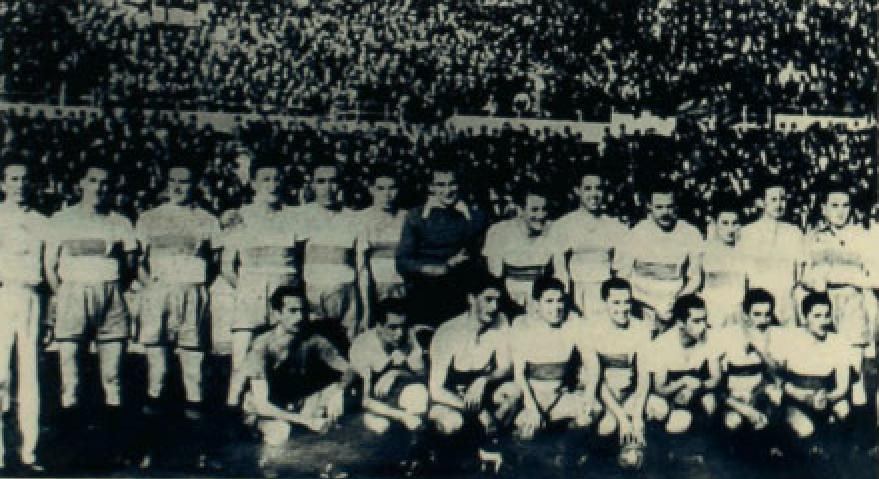
Universidad Católica en 1939.

Un año más tarde, Universidad Católica logró afiliarse a la Asociación Central de Fútbol. Por este motivo, un grupo de estudiantes se reunieron días después en una residencial de Santiago. El asunto principal fue discutir la organización de un club deportivo con personalidad jurídica. Aquello ocurrió el 21 de abril de 1937, considerada la fecha oficial de fundación, aunque el club ha integrado su etapa en el amateurismo en el recuento de su historia.

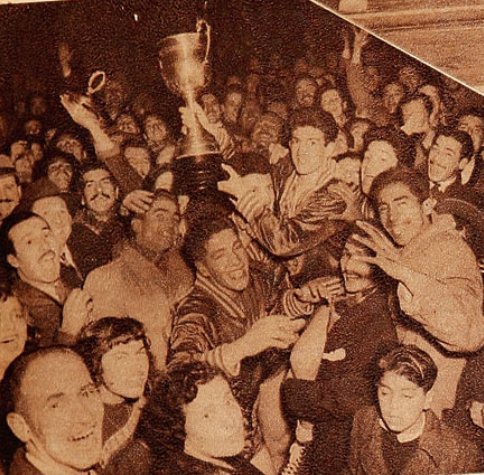
Trofeo Bernardo Salamovich ganado por el equipo de básquetbol de Universidad Católica en el Torneo de Selección para el Nacional 1949.

El 13 de junio de 1937, la rama de fútbol debutó en la Serie B Profesional de Chile contra Universidad de Chile en el Estadio Militar. Un hito relevante en la década posterior fue la inauguración del Estadio Independencia el 12 de octubre de 1945, con triunfo sobre un representativo de la Universidad de Concepción por 4:2, y la construcción del Complejo Deportivo Santa Rosa. El reducto fue demolido en 1971, dando paso a un proyecto de viviendas.
A principios de los años 1980, se trasladaron algunas ramas de la institución al Complejo Deportivo San Carlos de Apoquindo. La compra de los terrenos para dichas instalaciones fue gestada en los años 1970 por Manuel Vélez Samaniego, presidente del club, a través de «La Gran Jornada», una campaña destinada a recolectar fondos.
Con el paso de los años, los terrenos adquirieron una plusvalía, propiciando una gran solidez económica de la institución. Debido a esto, a principios de los años 1980, se evaluó un viejo anhelo, la construcción del Estadio San Carlos de Apoquindo.
La consolidación institucional del club deportivo provocó la necesidad de transformarse en una entidad con personalidad jurídica propia, y autonomía tanto en la administración como en la gestión económica. El 27 de enero de 1982, se presentaron los estatutos de la Fundación Club Deportivo Universidad Católica, encabezada por su presidente Alfonso Swett.

## Ramas deportivas
El Club Deportivo Universidad Católica fue fundado como un club polideportivo. Sus primeros deportes en ser practicados fueron el fútbol, atletismo, boxeo, tenis y tiro al blanco. Desde entonces, la institución llegó a contar con numerosas secciones tales como aeromodelismo, atletismo, automovilismo, básquetbol, béisbol, boxeo, equitación, esquí, fútbol, gimnasia artística, hockey césped, hockey patín, natación, pádel, palitroque, patinaje artístico, polo, rugby, tenis, triatlón y vóleibol. Sus ramas han conseguido diversos logros durante la historia del club, siendo la más popular el fútbol.
Algunas de ellas se practicaban inicialmente en el Estadio Universidad Católica, el Gimnasio de la Universidad Católica y los Campos de Sports de Ñuñoa. Su rama más importante es la de fútbol de Universidad Católica que ha sido un sustento fundamental para la institución, ya que se trata de uno de los equipos más exitosos y grandes del país. Se construyó un complejo deportivo conocido como Santa Rosa de Las Condes, para las ramas de atletismo, tenis, natación, squash, raquetbol, voleibol y basquetbol, hockey patín, rugby, equitación y natación.Sin embargo, debido al crecimiento exponencial el club fue necesario adquirir y construir diversas instalaciones para sus ramas deportivas, como lo fue el  Complejo Deportivo San Carlos de Apoquindo.

### Fútbol

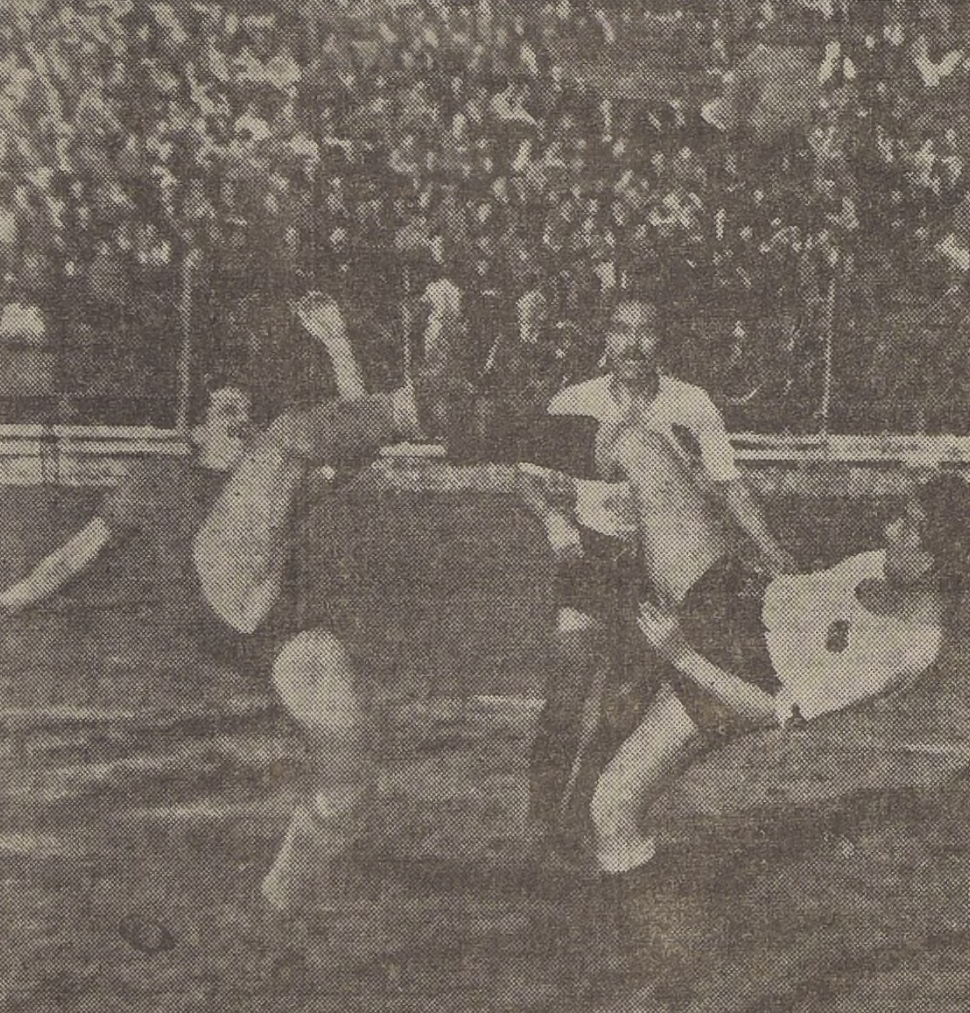
Triunfo sobre Colo-Colo por 3:2 en el Estadio Independencia por el Torneo de Reservas 1949.

La rama de fútbol cuenta con el equipo profesional masculino, el equipo de reservas, las divisiones inferiores y el fútbol femenino. El 21 de abril de 1937 fue fundado en forma definitiva el club Universidad Católica. Ha ganado 16 títulos de Primera División, 4 Copa Chile, 4 Supercopa de Chile, 1 Copa de la República, 2 torneos de Segunda División. A nivel internacional, conquistó la Copa Interamericana 1994. Ha sido uno de los cuatro equipos chilenos que ha disputado una final de la Copa Libertadores de América, y el último en hacerlo en 1993.
Cono ocurría con otros equipos desde los comienzos del profesionalismo en Chile, se formó un equipo de Reservas de Universidad Católica que tenía por objetivo proyectar jóvenes valores y también proporcionar ritmo competitivo a algún jugador que alternara en la División de Honor. Las divisiones inferiores de Universidad Católica tienen como objetivo preparar jugadores para que formen parte del primer equipo.  
La rama de fútbol femenino en 2007 se integra a la Liga LIFI y apenas un año más tarde sus jugadoras se consagran campeonas del Apertura y Clausura. La UC debutó en la temporada 2009 en la Primera División de fútbol femenino de Chile. 

### Baloncesto

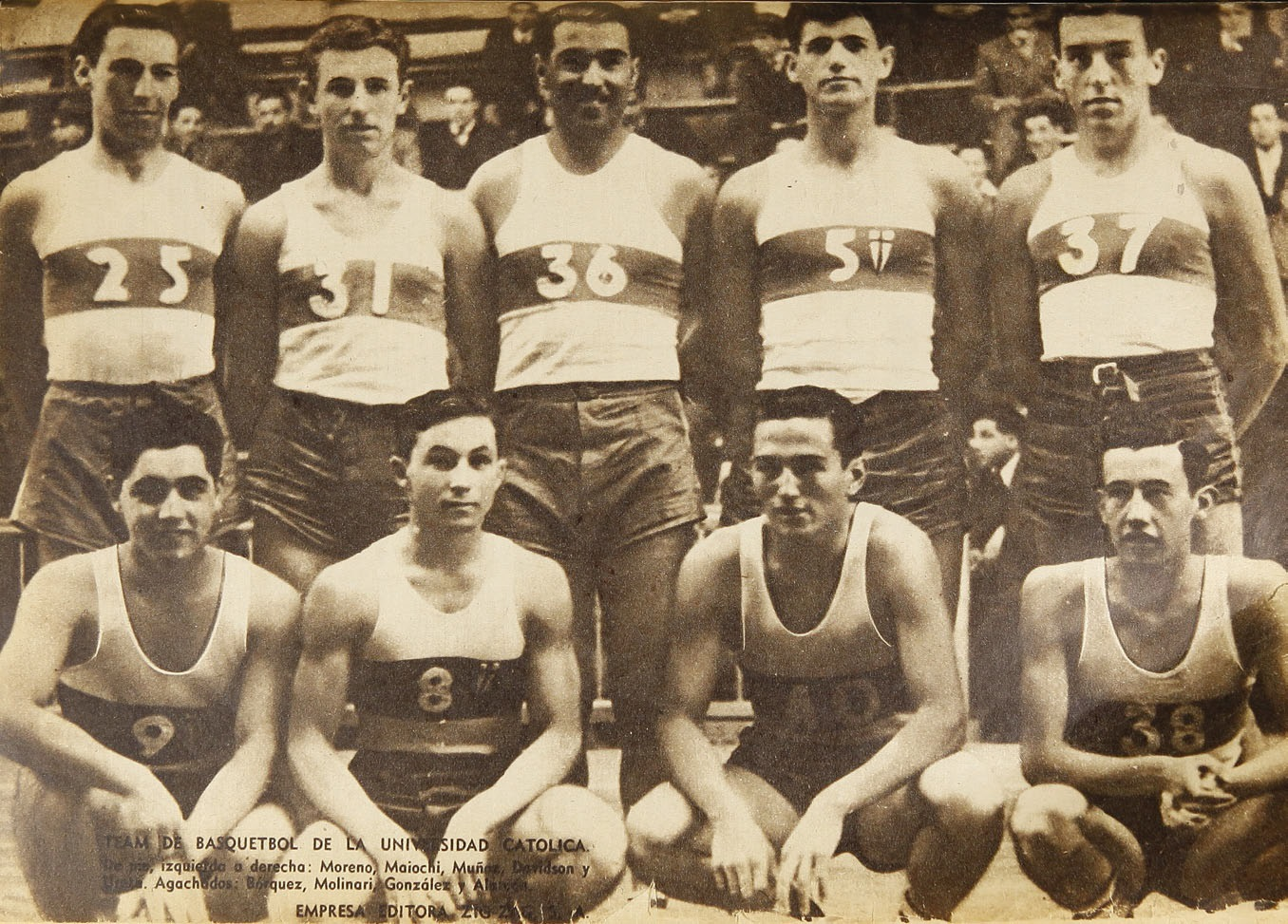
Equipo de baloncesto campeón de la Asociación de Básquetbol de Santiago de 1948.

La rama de básquetbol del club nace con el Club en 1937 como una de las mayores actividades que se practicaban en la Pontificia Universidad Católica. Ha sido campeón cinco veces de la liga Dimayor, donde compite en la serie de honor. La racha histórica de mediados de la década de 1980 cuando conquistó un tetracampeonato, convierte a Católica como el máximo ganador de dicho campeonato, También ganó el título del 2005, bajo la dirección técnica de Miguel Ureta.
Tradicionalmente el equipo tuvo su sede en el Complejo Deportivo Santa Rosa de Las Condes. Sin embargo, tras la venta de este en 2008, ha ejercido su localía en el Estadio Palestino, mientras se completa el proceso de traslado de todas las ramas del club al Complejo Deportivo San Carlos de Apoquindo. En 2021 se inauguró el Edificio Deportes UC, dentro del complejo que incluye instalaciones para las ramas de basquetbol.

### Rugby
El rugby comenzó a practicarse en 1933 de manera espontánea por alumnos de la Universidad. Sin embargo, fue en 1937 cuando se creó la rama junto con la fundación del club deportivo. En 1942 disputaron por primera vez la Segunda División, ganando dicho torneo que les permitió jugar en la División de Honor del Rugby. Para la rama deportiva de rugby, los pantalones son azul marino en los uniformes oficial y alternativo (De camiseta roja). Su tradicional rival es Old Grangonian Club (Old Boys), institución frente a la que disputa el denominado el Derby de la Ovalada Chilena. El 12 de noviembre de 1983, se inauguró el complejo de rugby dentro del Complejo Deportivo San Carlos de Apoquindo que cuenta con dos canchas, en ellas se realizó el Mundial Juvenil de Rugby de 2001.
Desde 1948 la rama de rugby de Universidad Católica se desempeña en el Campeonato Central de Rugby de la Asociación de Rugby Santiago (ARUSA), del que se ha consagrado campeón en 20 oportunidades. Es la fecha, uno de los equipos más ganadores del principal certamen del rugby chileno: 1949, 1964, 1965, 1975, 1987, 1988, 1989, 1990, 1992, 1995, 1996, 1997, 1998, 1999, 2002, 2003, 2004, 2006, 2009 y 2019. Entre los años 2000 y 2002 Universidad Católica compitió de manera paralela en Campeonato Central de la Asociación de Rugby de Santiago y en Torneo del Oeste de la Unión de Rugby de Cuyo, transformándose el primer club chileno en participar oficialmente de un torneo de Argentina.

### Otras ramas deportivas
En los años posteriores a su fundación profesional se inauguraron diversas ramas deportivas, tales como: El atletismo UC en 1937 por los alumnos de la Pontificia Universidad Católica de Chile, En la década de los 40 surgieron las rama de esquí, hockey patín, equitación  y voleibol  entre los años 1942 y 1944 por iniciativa de un grupo de estudiantes. La rama de natación nace a mediados de los años 40, integrándose el año 1987 al nado sincronizado en la antiguas instalaciones del Club Deportivo Universidad Católica en el sector de Santa Rosa. La rama del tenis se fundó oficialmente el 21 de mayo de 1950 por Mario Caracci, Fresia Lagos y Ramón Leiva, este último fue el primer presidente del Tenis UC.
De las últimas secciones deportivas inauguradas dentro del club se encuentra el aeromodelismo UC. Se fundó el 28 de octubre de 1977 en el Complejo de San Carlos de Apoquindo. La rama en sus más de 40 años de historia han organizados diversas actividades de nivel nacional, como internacional, tales como el Sudamericano de Aeromodelismo de 1998, donde Chile fue campeón.En 1987 se fundó la rama de hockey césped, siendo pionera en el desarrollo de este deporte nacional, siempre aportando con seleccionados nacionales y de sus instalaciones para la práctica de este deporte. Ese mismo año se inició la rama de triatlón. En 2017, se creó Cruzados Esports, la rama profesional de videojuegos electrónicos del club.

## Infraestructura deportiva

### Las primeras infraestructuras
Entre los primeros recintos del club figuran el Estadio Universidad Católica, también conocido como Estadio Reina Victoria, y el Gimnasio de la Universidad Católica o Gimnasio UC, inaugurado en 1928. En 1927, los Campos de Sports de Ñuñoa, incluyendo el velódromo y el Club de Tenis de Ñuñoa, que estaban concesionados de acuerdo a la documentación del traspaso en 1935, se transformaron en propiedad de la Pontificia Universidad Católica de Chile y el Club Deportivo Universidad Católica amateur, y, por extensión, del Club Deportivo Universidad Católica actual entre 1937 y 1938. Tras la desaparición del Estadio UC y Campos de Sports, los cruzados requerían un nuevo recinto. El 14 de octubre de 1945, fue inaugurado el Estadio Independencia, el cual contaba con cancha de fútbol, pista de atletismo y piscina olímpica. En 1971, el club vendió su estadio ante la necesidad de apoyar a la institución educacional, que pasaba por serios problemas económicos.
En los años 50, la Ilustre Municipalidad de Las Condes cede, en primera instancia por 99 años, unos terrenos ubicados en Santa Rosa, que posteriormente serían Complejo Deportivo Santa Rosa de Las Condes. Las ramas deportivas del club se encontraban en este complejo y debido al afianzamiento institucional y crecimiento del club, se comenzaron a trasladar algunas de las ramas a la zona precordillerana de la ciudad de Santiago. El complejo finalmente fue vendido por el club en 2008.

### Recintos posteriores
En 1972 se da nacimiento al Complejo Deportivo San Carlos de Apoquindo en honor a Carlos Casanueva, rector de la Pontificia Universidad Católica de Chile, donde el 4 de septiembre de 1988 se inauguró el Estadio San Carlos de Apoquindo. En las instalaciones del Complejo se encuentra el complejo de fútbol, rugby, hockey, equitación, atletismo, futbolito y pádel, tenis, además del club house y fortín cruzado. En octubre de 2021, se inauguró el Edificio de Deportes UC, que alberga instalaciones para las ramas de básquetbol, triatlón, voleibol, y natación.
Otra de las instalaciones que posee el club se encuentra en plena Cordillera de Los Andes, el recinto El Colorado para la rama de esquí ubicado en Lo Barnechea. El Centro Radiocontrolado para el aeromodelismo ubicado en Lampa, y Marina Pintué UC en Las Cabras, O'Higgins para la rama de deportes náuticos. El recinto Centro La Florida para el hockey patín y patinaje artístico ubicado en La Florida, fue cerrado en 2021.

## Himno
Su letra fue escrita por Charles Bown Shearer, exjugador y entrenador del club y redactor, la base del himno, y los arreglos musicales estuvieron a cargo de Vicente Bianchi. El himno basado en la melodía tomada por Mauricio Wainer Norman (Socio fundador del Club) del cancionero del Santiago College, llamada «Tramp! Tramp! Tramp! (The Prisoner's Hope)», compuesta por George F. Root en 1864, dio nacimiento al himno de la institución, inmortalizando la frase «Por la Patria, Dios y la Universidad».
El himno fue estrenado en el clásico universitario nocturno de 1942, cantado por Jorge Montaldo, acompañado por Vicente Bianchi en el piano. Prontamente, este himno se hizo muy popular, y en 1969, durante la rectoría de don Fernando Castillo Velasco, se transformó en el himno oficial de la PUC y de Canal 13.

## Administración

### Presidentes
El Club Deportivo Universidad Católica ha tenido 21 presidentes desde su fundación el año 1937. El cargo es electo para un período de dos años, en votación directa de los miembros del directorio de la Fundación.
Cronología
- 1937-1938: Augusto Gómez Soto[59]
- 1939-1946: Jimmy Rasmusen Bowden[59]
- 1947-1949: Óscar Álvarez Lon[59]
- 1950-1951: Enrique Casorzo Federici[59]
- 1952-1953: Alejandro Duque Lagos[59]
- 1953-1954: Carlos Dittborn Pinto[59]
- 1954-1955: Sergio Urrejola Rozas[59]
- 1955-1956: Enrique Casorzo Federici[59]
- 1957-1965: Eduardo Cuevas Valdés[59]
- 1966-1967: Enrique Casorzo Federici[59]
- 1968-1974: Manuel Vélez Samaniego[59]
- 1975-1976: Raúl Devés Jullian[59]
- 1976-1977: José Martínez Guichou[59]
- 1978-1981: Germán Mayo Correa[59]
- 1982-1993: Alfonso Swett Saavedra[59]
- 1994-1996: Jorge Claro Mimica[60]
- 1996-1998: Manuel Vélez Samaniego[61]
- 1999-2010: Jorge O'Ryan Schütz[62]
- 2010-2014: Luis Felipe Gazitúa[63]
- 2014-2021: José Manuel Vélez[64]
- 2022-: Francisco Urrejola[65]

### Directorio de la fundación
El directorio de la fundación del Club Deportivo Universidad Católica está compuesto por un presidente, un vicepresidente, un secretario, un fiscal, un tesorero y tres directores. A 2024, el directorio está integrada por:
- Presidente: Francisco Urrejola
- Vice-Presidente: Sebastián Pinto Fernández
- Directores: Patricio Donoso Ibáñez, Stefano Pirola Pfingsthorn, Osvaldo González Ransanz
- Tesorero: María Fernanda Vicuña Ureta
- Secretario: Cecilia Martínez Pérez
- Fiscal: Óscar Spoerer Varela

## Palmarés
El palmarés del club, en total, lo convierte en una de las instituciones deportivas con mayor cantidad de títulos en Chile. La cara más visible de la institución la ha constituido históricamente el fútbol profesional, los otros puntales fundamentales los constituyen el rugby y el baloncesto, máximos campeones de sus respectivas ligas.
El club ha visto 29 títulos oficiales con el club de fútbol masculino, que incluyen 16 títulos de Primera División, diversos títulos en el fútbol joven, y en fútbol futsal ha celebrado en dos ocasiones. Fuera de las ramas del fútbol, las ramas que más logros han alcanzando son los 24 premios de atletismo, entre torneos locales, nacionales y juveniles. El baloncesto ha conseguido títulos nacionales, tanto en la Asociación de Básquetbol de Santiago y la División Mayor del Básquetbol de Chile y varios títulos juveniles, mientras que la natación le ha dado al club cerca de 23 títulos, en el ámbito internacional Francisco Montero para la natación UC consiguió en los Sudamericano Máster de Mar del Plata 2014: una medalla de oro y dos de plata.
La rama del rugby por su parte le ha entregado al club alrededor de 40 títulos, que incluye 20 campeonato central de rugby. En el vóleibol masculino se han conseguido 14 títulos locales y 2 internacionales, destacando una medalla de bronce en los Sudamericano de Clubes Campeones de Voleibol de 2011, mientras que la sección femenina de vóleibol consiguió cerca de 20 trofeos y una medalla de plata también en Sudamericano de 2011.

### Resumen estadístico
En la siguiente tabla se muestran un breve resumen de las competiciones obtenidas por algunas secciones deportivas del club en las ligas de máxima categoría nacional e internacional. No se toma en cuenta competiciones locales, ni divisiones menores. 
| Secciones deportivas        | Campeonato nacional | Otros torneos nacionales | Competiciones internacionales | Totales |
| 1937 Fútbol masculino       | 16                  | 12                       | 1                             | 29      |
| 1937 Baloncesto masculino   | 5                   | 2                        | —                             | 7       |
| 1987 Hockey césped femenino | 10                  | 5                        | 1                             | 16      |
| 1943 Hockey patín masculino | 2                   | 4                        | 2                             | 8       |
| 1995 Hockey patín femenino  | 6                   | 1                        | —                             | 7       |
| 1942 Rugby masculino        | 20                  | 13                       | —                             | 33      |
| 1942 Vóleibol masculino     | 8                   | 5                        | 2                             | 15      |
| 1942 Vóleibol femenino      | 15                  | 3                        | —                             | 18      |